# Abu Szabaka Iljas
Abu Szabaka Iljas (arab. ‏الياس أبو شبكة‎; ur. 3 maja 1903, zm. 27 stycznia 1947) – libański poeta; przedstawiciel nurtu romantycznego ukształtowanego pod wpływem poezji francuskiej.

## Twórczość
- Afa'i al-firdaus (Żmije roku)
- Kalwa
- Ila' l-abad (Na zawsze)
- Nida al-kalb (Wołanie serca)